# سازمان لیگ فوتبال ایران
سازمان لیگ فوتبال ایران یک نهاد وابسته به فدراسیون فوتبال ایران ایران است که مسئولیت مستقیم برنامه‌ریزی، سامان‌دهی و برگزاری کلیهٔ مسابقات رسمی باشگاهی در ردهٔ استانی و کشوری را برعهده دارد. هم‌اکنون ریاست این سازمان بر عهده حیدر بهاروند است.
رئیس سازمان لیگ مستقیماً توسط رئیس فدراسیون فوتبال انتخاب می‌شود. از جمله رؤسای پیشین این سازمان می‌توان به عزیزالله محمدی و مهدی تاج اشاره کرد.

## مسابقات سراسری
جدول زیر شامل همهٔ مسابقات فوتبال کشوری است که تحت نظارت سازمان لیگ برگزار می‌شوند. (مسابقات سطح استانی لحاظ نشده‌اند)
| نام لیگ                    | تعداد تیم‌ها      | توضیحات                                                      |
| -------------------------- | ---------------- | ------------------------------------------------------------ |
| لیگ برتر خلیج فارس         | ۱۶ تیم           | بالاترین سطح مسابقات دوره‌ای                                  |
| لیگ آزادگان                | ۲۰ تیم           | سطح دوم مسابقات دوره‌ای                                       |
| لیگ دسته دوم فوتبال ایران  | ۲۸ تیم در ۲ گروه | سطح سوم مسابقات دوره‌ای                                       |
| لیگ دسته سوم فوتبال ایران  | ۶۰ تیم در ۵ گروه | سطح چهارم مسابقات دوره‌ای                                     |
| جام حذفی فوتبال ایران      | ۶۲ تیم           | مسابقات حذفی                                                 |
| سوپر جام فوتبال ایران      | ۲ تیم            | مسابقه بین قهرمان لیگ برتر خلیج فارس و جام حذفی فوتبال ایران |
| لیگ کوثر فوتبال زنان ایران | ۱۲ تیم           | بالاترین سطح مسابقات زنان                                    |
| جام شهدا                   | ۴ تیم            | تورنومنت چهارجانبه و دوستانه                                 |